# Nikon FM2n

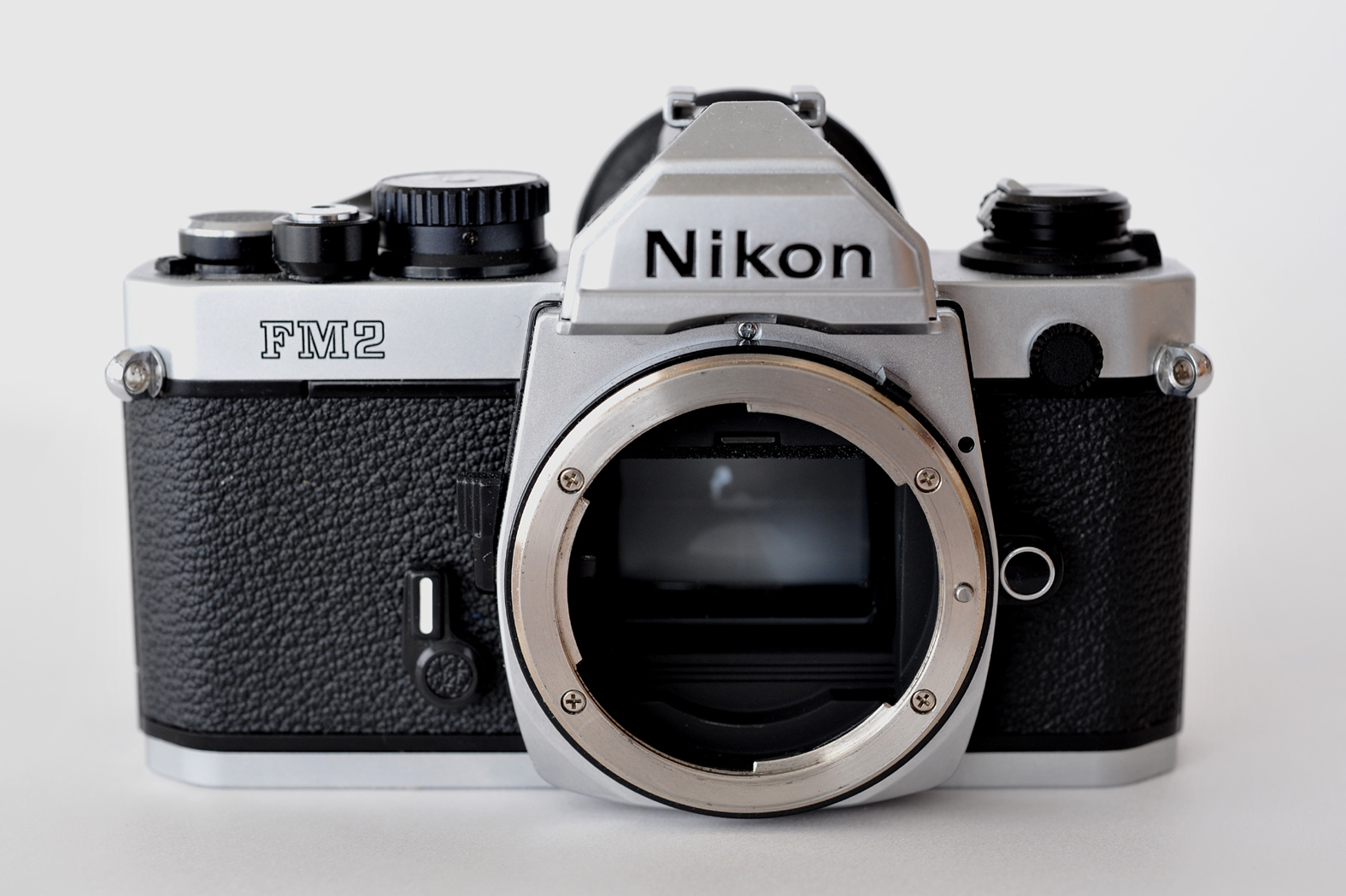
Nikon FM2n

La Nikon FM2n (in Giappone New FM2), è una piccola evoluzione della Nikon FM2 (1982).

## Caratteristiche
Le uniche differenze sono l'incremento del tempo sincro-x a 1/250 s contro 1/200 s della FM2 originale, e la presenza di una "N" (New) davanti al numero di matricola. Dal 1989 Nikon sostituì le tendine in titanio dell'Otturatore (fotografia) con tendine in lega di alluminio. Per vedere le differenze è necessario aprire il dorso e verificare: le prime FM2n hanno un otturatore nero che presenta una trama a nido d'ape; le ultime invece hanno l'otturatore liscio e di colore grigio. Insieme alle Nikon FM2/T, Nikon FE2 e Nikon FA, la FM2n accetta i vetrini di messa a fuoco K2, B2 ed E2. Possono essere usati anche sui modelli precedenti (FM2 ed FE), ma richiedono di compensare sovraesponendo di 1/3 di diaframma.